# 9916 Kibirev

9916 Kibirev

9916 Kibirev eller 1978 TR2 är en asteroid i huvudbältet som upptäcktes den 3 oktober 1978 av den rysk-sovjetiske astronomen Nikolaj Tjernych vid Krims astrofysiska observatorium på Krim. Den har fått sitt namn efter Sergej Kibirev.
Asteroiden har en diameter på ungefär sex kilometer och den tillhör asteroidgruppen Koronis.